# Fabio Lione
Fabio Tordiglione (* 9. října 1973, Pisa, Itálie), znám pod jménem Fabio Lione, je italský zpěvák a textař, který je nejvíce znám působením ve skupině Rhapsody of Fire. V té působil od roku 1995 do září 2016 a vydal s ní jedenáct studiových alb. Momentálně působí v brazilské skupině Angra a ve svém vlastním projektu Eternal Idol, se kterým 2. prosince 2016 vydal debutové album The Unrevealed Secret.
V roce 2017 se Lione zvou setkal s Luca Turillim, bývalým kytaristou Rhapsody of Fire v rámci projektu Rhapsody Reunion, se kterým odehrál výroční turné k příležitosti oslav dvaceti let od založení Rhapsody of Fire. Na turné se sešli všichni původní členové této skupiny kromě klávesisty Alexe Staropoliho. Koncertní série pokračovala také v roce 2018.
Spolu se zpěvákem Alessandrem Contim v roce 2018 vydal pod hlavičkou projektu Lione/Conti debutové eponymní studiové album. Koncem téhož roku bylo oznámeno Lioneho zapojení do skupiny Turilli/Lione Rhapsody.